# Norman Kirk
Norman Eric Kirk (Waimate, 6 januari 1923 – Wellington, 31 augustus 1974) was een Nieuw-Zeelands politicus. Hij was de 29e premier van het land.

## Levensloop

### Vroege jaren
Kirk werd geboren in een arm gezin. Hij verliet de schoolbanken toen hij dertien was. Daarna werkte hij als dakschilder en fabrieksmedewerker. Tijdens de Tweede Wereldoorlog werd hij vanwege zijn zwakke gezondheid niet opgeroepen voor het leger. In 1943 werd hij lid van de Labour-partij in Kaiapoi, waar hij en zijn vrouw Ruth, met wie hij datzelfde jaar trouwde, waren gaan wonen.

### De politiek in
Als politicus bleek Kirk over talent te beschikken. Hij leidde Kabour in 1953 naar een verrassende verkiezingsoverwinning voor het lokale bestuur en werd daarmee op de leeftijd van 30 de jongste burgemeester in het land. In 1958 stopte hij omdat hij inmiddels was gekozen in het nationale parlement.
Kirk was zijn leven lang een voorstander van de welvaartsstaat. Door zijn eigen arbeidersachtergrond werd hij gezien als politicus die nauw in contact stond met de "gewone man". Hij stond bovendien bekend als een van de betere debaters van zijn tijd. Hij maakte daardoor snel carrière binnen zijn eigen partij. In 1963 werd Kirk gekozen als vicevoorzitter en een jaar later als partijvoorzitter. Hij daagde aan het einde van 1965 partijleider Arnold Nordmeyer uit en won de interne verkiezingen. Daardoor was hij meteen oppositieleider. Bij de verkiezingen van 1969 won Labour fors met de slogan Make things happen, maar behaalde nog geen meerderheid. Drie jaar later deed de partij mee onder de slogan It's Time – Time for change, time for Labour. Zij behaalde een meerderheid en Kirk volgde de zittende premier Jack Marshall op, die datzelfde jaar Keith Holyoake had vervangen.

### Premier
Als premier was Kirk zeer doelmatig. Direct na zijn aantreden riep hij alle Nieuw-Zeelandse legereenheden terug uit Vietnam. Zij namen daar deel aan de Vietnamoorlog aan de zijde van de Verenigde Staten. Zijn regering schafte ook de dienstplicht af.
Kirk kwam in botsing met Frankrijk toen dit land overging tot kernproeven in de Stille Oceaan. Samen met Australië stapte Nieuw-Zeeland naar het Internationaal Gerechtshof in Den Haag. Nieuw-Zeeland stuurde twee fregatten naar het testgebied als symbolisch protest. Hij baarde ook opzien toen hij een Zuid-Afrikaans rugbyteam verbood om Nieuw-Zeeland te bezoeken, vanwege het apartheidsregime dat daar aan de macht was. Bovendien was Kirk zeer kritisch op de Verenigde Staten. Zo veroordeelde hij in een speech voor de Verenigde Naties de Amerikaanse betrokkenheid bij de staatsgreep in Chili in 1973.
In economisch opzicht ging het Nieuw-Zeeland in Kirks eerste regeringsjaar voor de wind. Zijn minister van Financiën Bill Rowling presenteerde een begrotingsoverschot. In het jaar daarna kreeg Nieuw-Zeeland vanwege de snelle stijging van de olieprijs te maken met oplopende overheidsuitgaven.

### Overlijden
Als premier had Kirk een zeer druk schema. Hij nam weinig vrije tijd en dronk veel Coca-Cola en alcohol. Daarnaast had hij last van diabetes en dysenterie. In zijn derde regeringsjaar brak hem dat op. Hij werd dat jaar meerdere malen geopereerd, onder andere voor spataderen.
Halverwege augustus 1974 ging het niet goed met Kirk. Hij had zuurstoftekort als gevolg van embolie. Hij besloot zes weken verlof te nemen, maar daarvoor was het al te laat. Op 31 augustus vertelde hij zijn vrouw Ruth dat hij stervende was. Diezelfde avond gleed hij weg tijdens het kijken van het BBC-serie Softly, Softly: Taskforce. In eerste instantie trad Hugh Watt op als waarnemend premier, op 6 september opgevolgd door Bill Rowling.
Zijn vroege overlijden en daadkrachtige regeerstijl droegen bij aan de goede naam van Kirk. Het tv-programma Top 100 History Makers dat in 2005 een lijst opstelde van de honderd belangrijkste Nieuw-Zeelanders zette Kirk op plaats 61.